# Præsidentvalget i Tyskland 2017
Præsidentvalget i Tyskland 2017 fandt sted 12. februar 2017 i Rigsdagsbygningen i Berlin. Ved valget skulle Forbundsforsamlingen vælge den nye tyske forbundspræsident; den siddende præsident, Joachim Gauck, havde meddelt, at han ikke ønskede at genopstille. Valget faldt på den tidligere udenrigsminister Frank-Walter Steinmeier (SPD), der blev valgt med 931 stemmer ud af 1293  i Forbundsforsamlingen.